# Ermita de Santa Cristina (Lloret de Mar)

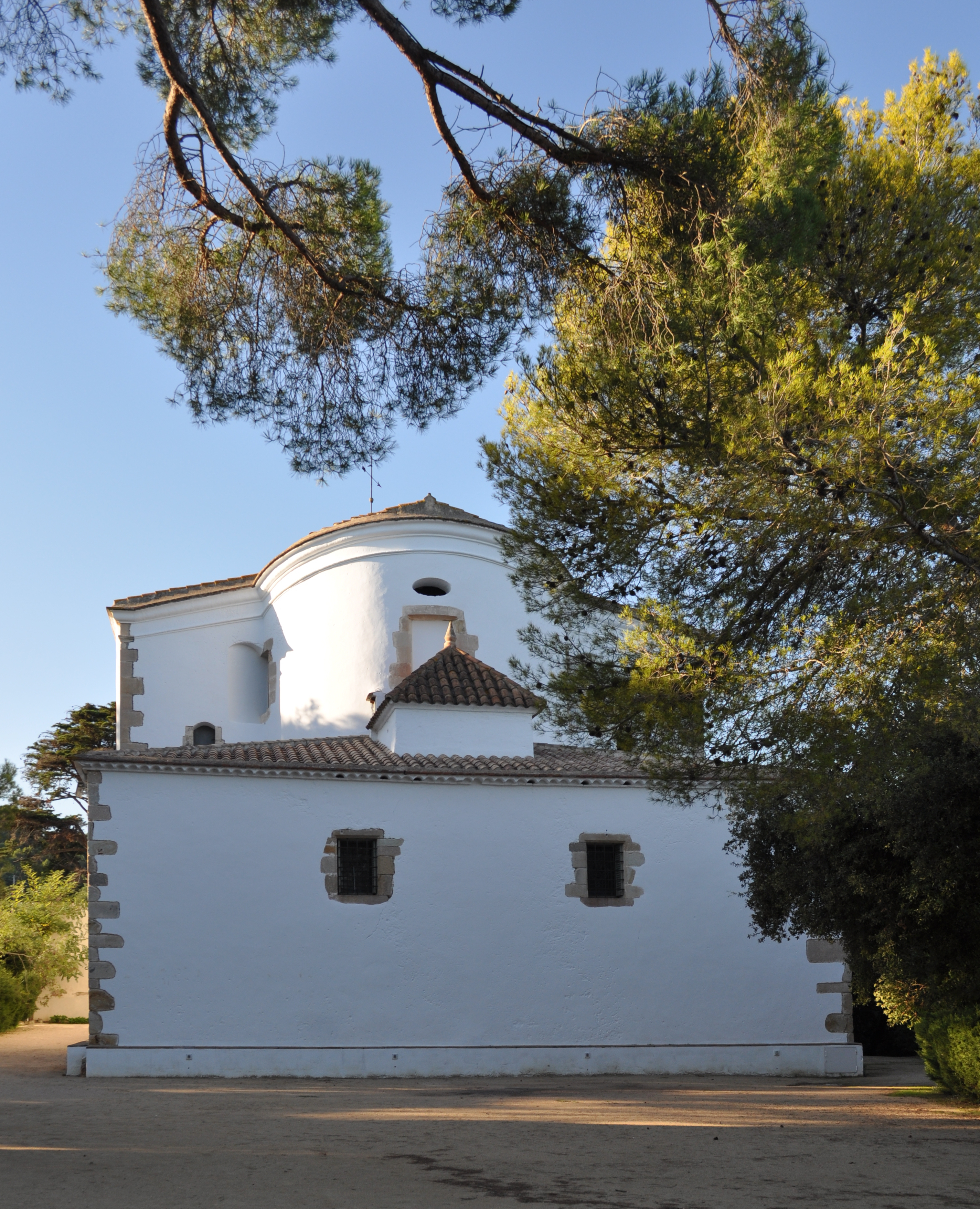
Ermita de Santa Cristina von der Seeseite

Die Ermita de Santa Cristina ist eine große Kapelle in Lloret de Mar, etwa 3,5 Kilometer vom Stadtzentrum entfernt. Sie ist der Heiligen Christina geweiht, die auch Schutzpatronin von Lloret ist. Sie liegt auf einer Höhenlage direkt über dem Strand von Santa Cristina in einem großen Park und ist Keimzelle des gleichnamigen Ortsteils von Lloret. Die Kapelle steht unter Denkmalschutz.

## Die Geschichte der Kapelle
Die erste urkundliche Erwähnung der Kapelle stammt vom 11. August 1354. Bischof Berenguer de Cruïlles genehmigt in dieser Urkunde die Wiederherstellung einer St. Jordi (also dem Heiligen Georg) geweihten Kapelle. Es muss also schon früher eine Kapelle an dieser Stelle gegeben haben. Am 14. Mai 1422 wird die Kapelle erstmals unter ihrem heutigen Namen urkundlich erwähnt. Durch Schenkungen und Ankäufe wuchs die Gesamtanlage von Kirche und umliegendem Park auf die heutigen 10 Hektar.
Mit dem wirtschaftlichen Aufschwung, den Lloret im 18. Jahrhundert erlebte, wuchs der Wunsch nach einer Vergrößerung der Kirche. 1764 wurde der Grundstein für das heutige Gebäude gelegt und der Bau 1772 abgeschlossen.
1783 erwarb man eine Reliquie der Heiligen Christina: Ein Schädel, eine Rippe und ein Schenkelknochen, die der Heiligen zugeschrieben wurden, wurden in der Kirche aufbewahrt.

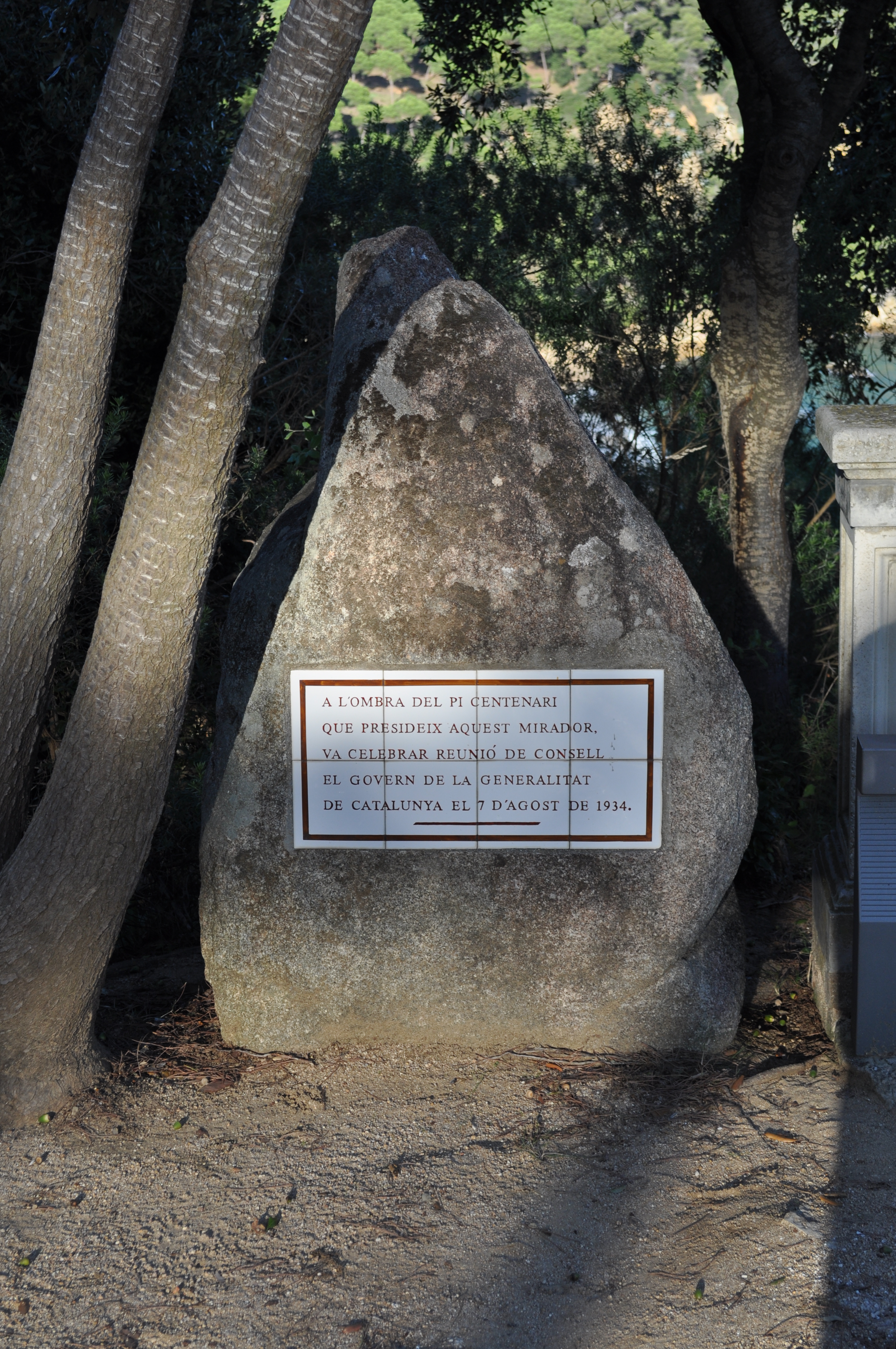
Gedenkstein Generalitat

Am 7. August 1934 wurde Santa Cristina vom katalanischen Präsidenten Lluís Companys und mehreren Mitgliedern der Generalitat besucht. Ein Gedenkstein am Festplatz erinnert an dieses Ereignis.
Im Rahmen des beginnenden Spanischen Bürgerkriegs wurden die Reliquien durch Freischärler der Esquerra Republicana de Catalunya geraubt und die Kirche beschädigt. Rippe und Schenkelknochen sind seither verschwunden, der Schädel und ein kleiner Knochen wurden wieder aufgefunden und heute noch verehrt.

## Das Gebäude der Kapelle
Die Kapelle besteht aus einem einzigen Schiff mit zwei Seitenkapellen. Herausragendes Inventar ist der prächtige, in Italien gefertigte Hochaltar aus Marmor. Das Altarbild eines unbekannten Meisters der Toskanischen Schule zeigt den Tod der Heiligen Christina. Rechts und links des Altars sind mehrere Schiffsmodelle aufgehängt, die an die maritime Tradition und die Meeresprozession erinnern. Nennenswert sind das Modell der „Sebastià Gumà“, ein Schiff mit 62 Kanonen das auf der Insel Kuba mit einer Silbermedaille ausgezeichnet wurde und ein kleines, fein ausgearbeitetes Schiff aus Elfenbein. Beide stammen aus dem 18. Jahrhundert. 

## Der Festplatz und die Festa Major

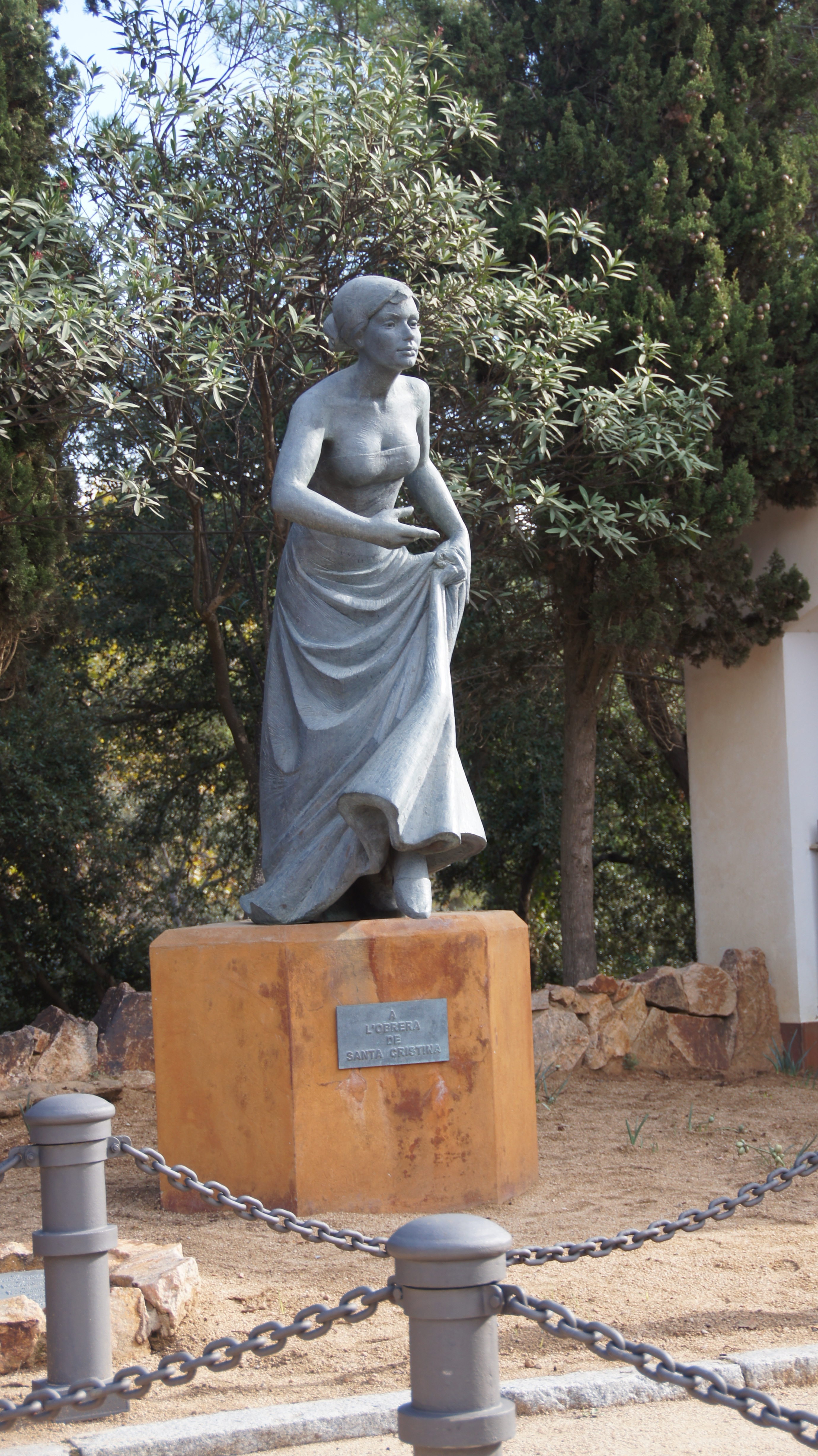
Denkmal L'Obrera de Santa Cristina

Da die alte Kapelle während der Bauzeit noch stehe blieb, liegt die neue, klassizistische Kirche in einiger Entfernung zur Klippe. Hierdurch entsteht zwischen Kirche um Klippe ein freier, geschotterter Platz in dessen Mitte die hundertjährigen Pinie (Pi Centenari) steht.
Der Platz ist Festplatz für das Kirchweihfest, die Festa Major, die die Fischergenossenschaft am 24. Juli, dem Tag der Heiligen Christina hier feiert. 
Höhepunkte des Festes sind die Meeresprozession mit Booten aus Lloret nach Santa Cristina und der Debütantinentanz, an den ein Denkmal erinnert.

## Klippen und Strand

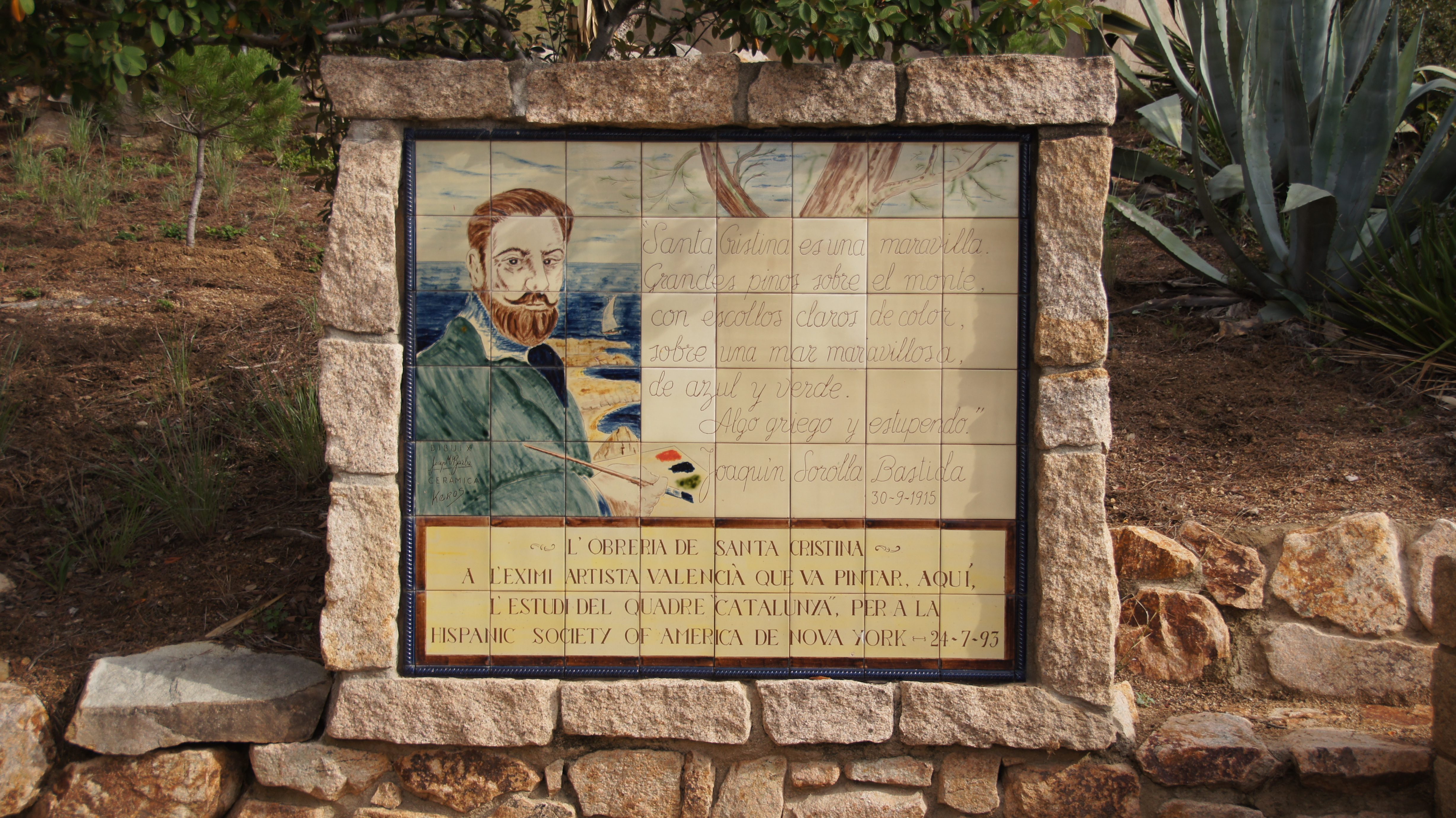
Gedenktafel für Joaquín Sorolla

Der Blick von den Klippen auf die steil abfallenden Hügel am Strand der Costa Brava inspirierte verschiedene Künstler. Bekannt ist ein Bild des impressionistischen Malers Joaquín Sorolla, der diese Landschaft einfing. Mehrere Gedenktafeln in Form bemalter Kachelarbeiten erinnern an verschiedenen Stellen in der Anlage an diese Künstler.
Unterhalb der Kapelle befindet sich ein feiner Sandstrand, der malerisch von Klippen eingerahmt wird. Aufgrund der Entfernung zur Stadt Lloret ist diese nicht so überlaufen wie der Hauptstrand und wird überwiegend von Bewohner des Ortsteils Santa Cristina und des Hotels Martha oberhalb des Strandes genutzt.

## Parkanlage
Vor der Kirche befindet sich auf leicht abfallendem Gelände eine große Parkanlage. Rechts neben dem Eingang des Geländes befindet sich das Oratori de Santa Cristina eine kleine halbrunde Kapelle, die ebenfalls unter Denkmalschutz steht. Die weiße Kapelle beinhaltet eine Terrakotta-Figur der heiligen Cristina, die zum Schutz durch ein schmiedeeisernes Gitter abgeschirmt ist.
Das Gelände rechts der Straße, die zur eigentlichen Kirche führt, ist locker mit verschiedenen einheimischen und fremden Pflanzen bepflanzt, die jeweils mit Informationstafeln beschrieben sind.
Vor der Kirche befindet sich links ein Bootshaus und davor das Tänzerinnendenkmal. Auf der rechten Seite ist eine Brunnenanlage angelegt.
Ein an der Seitenecke der Kirche angebautes Gebäude bildet gemeinsam mit der Kirchenfront und der Brunnenanlage einen Vorhof der Kirche.

## Siedlung
Oberhalb des Geländes der Ermita de Santa Cristina hat sich ein Stadtteil von Lloret gebildet, der überwiegend Ferienhäuser umfasst. Den Abschluss dieses Stadtteils bildet die Gartenanlage Pinya de rosa.

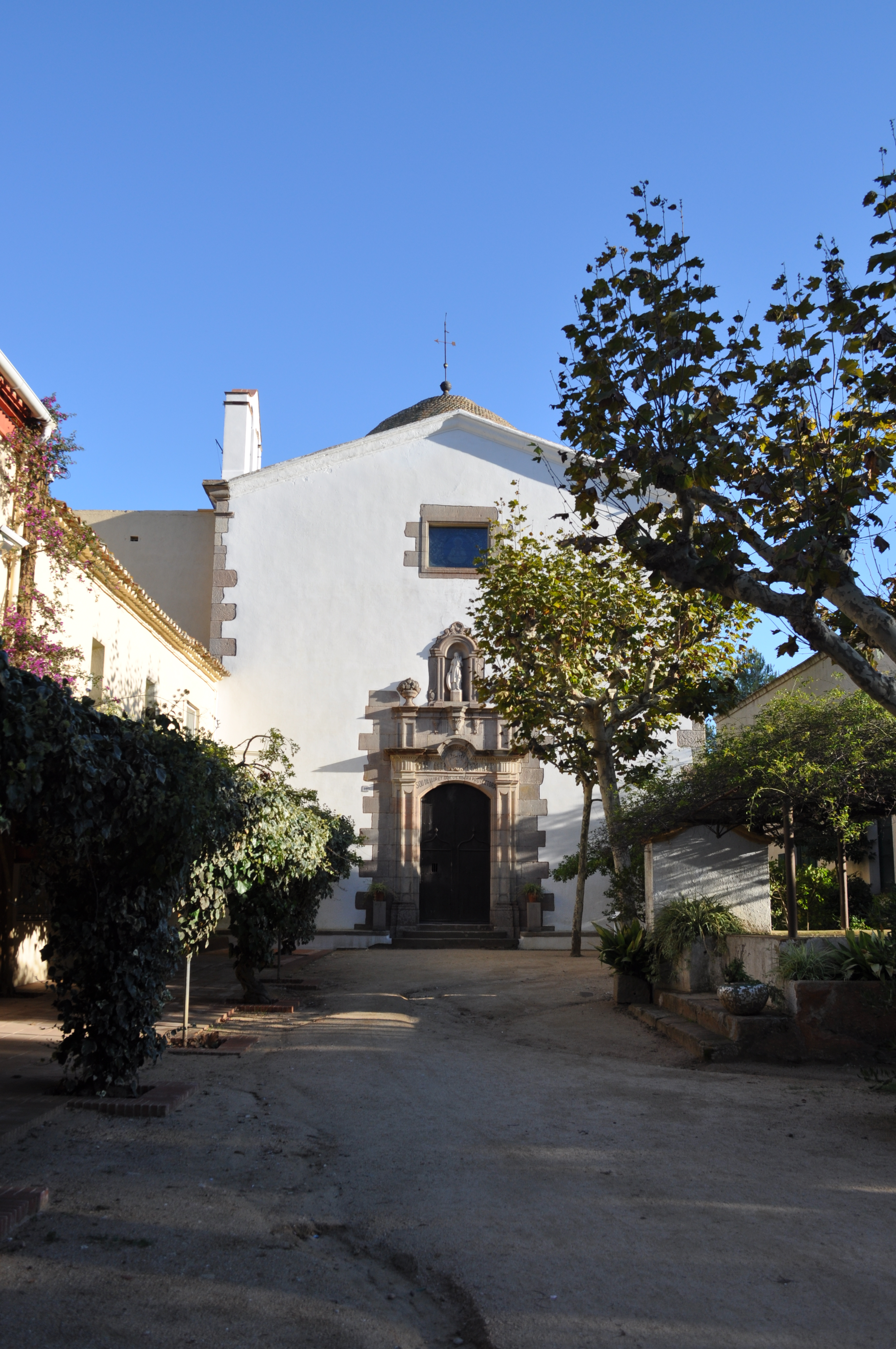
Vorderseite der Kirche
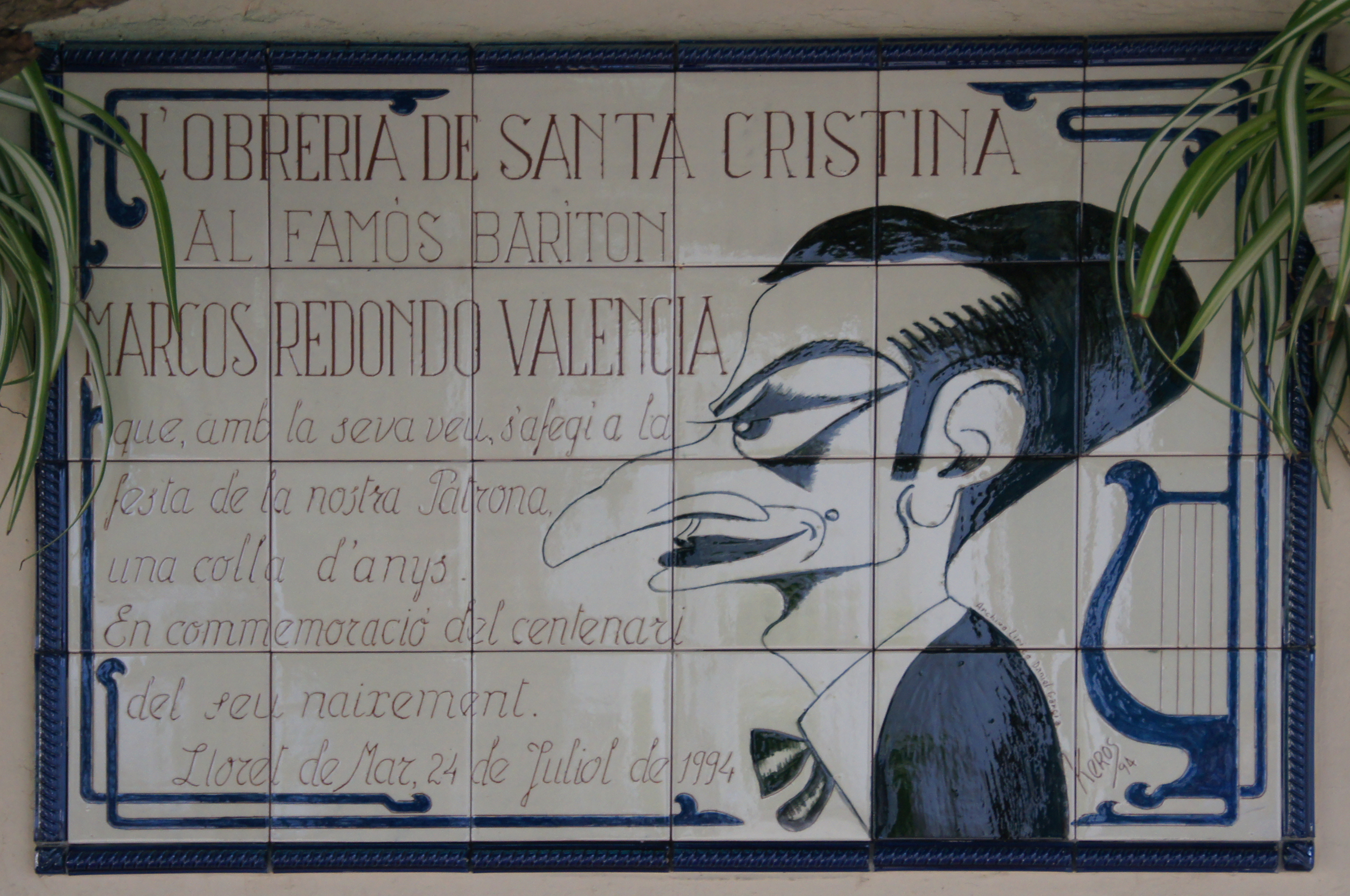
Bild des Tenors Marcos Redondo Valencia
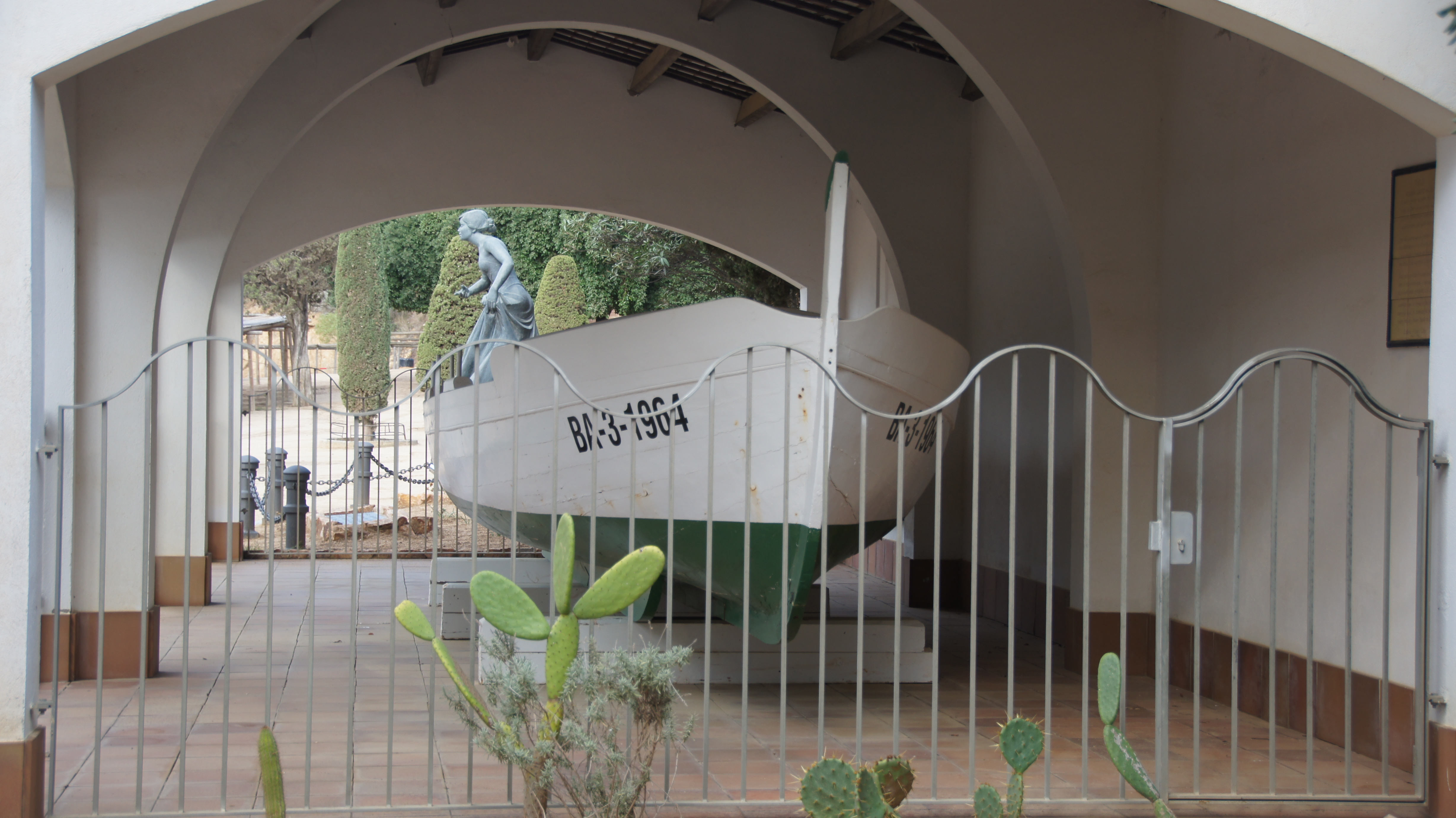
Bootshalle
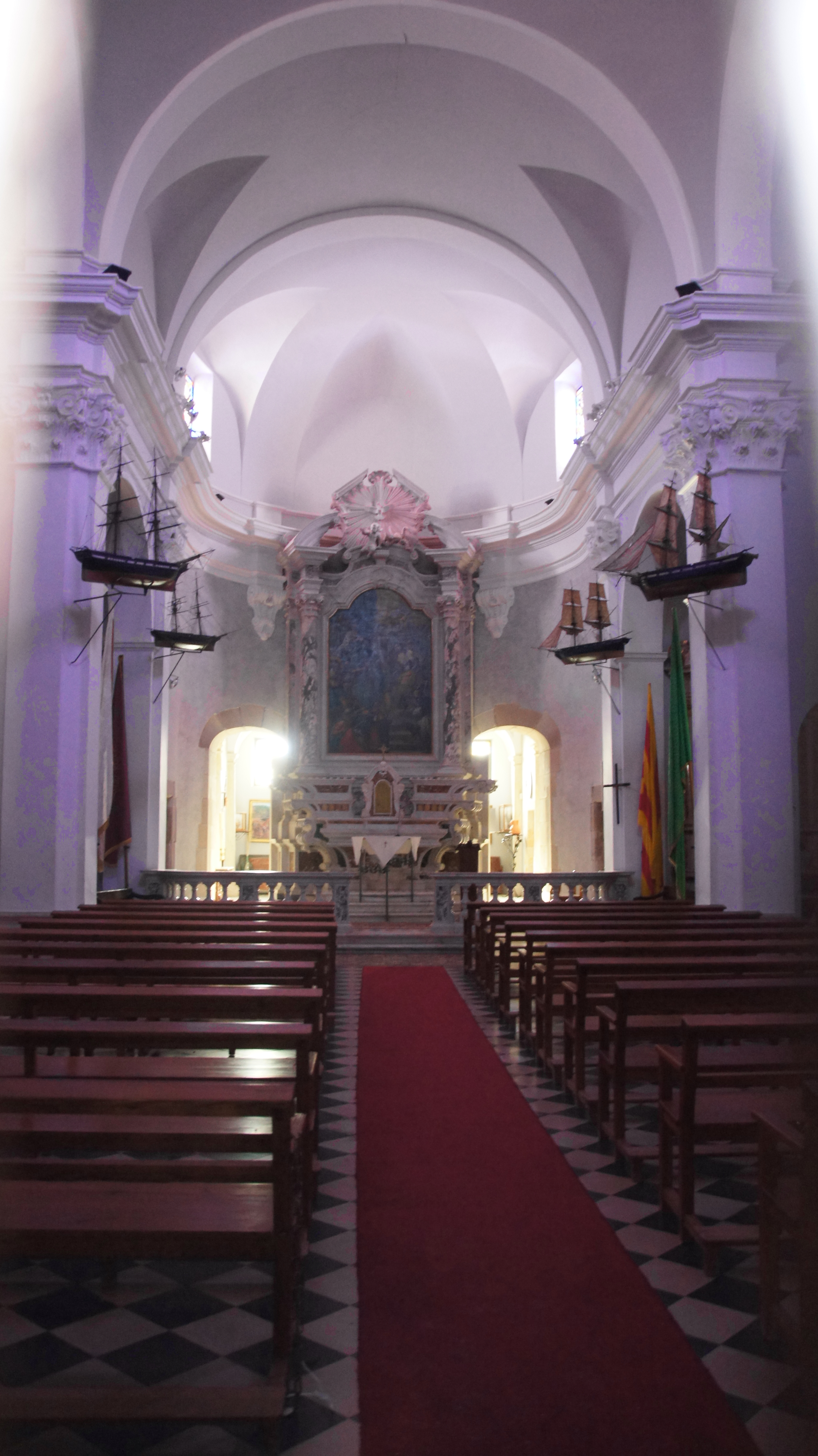
Kircheninnenraum
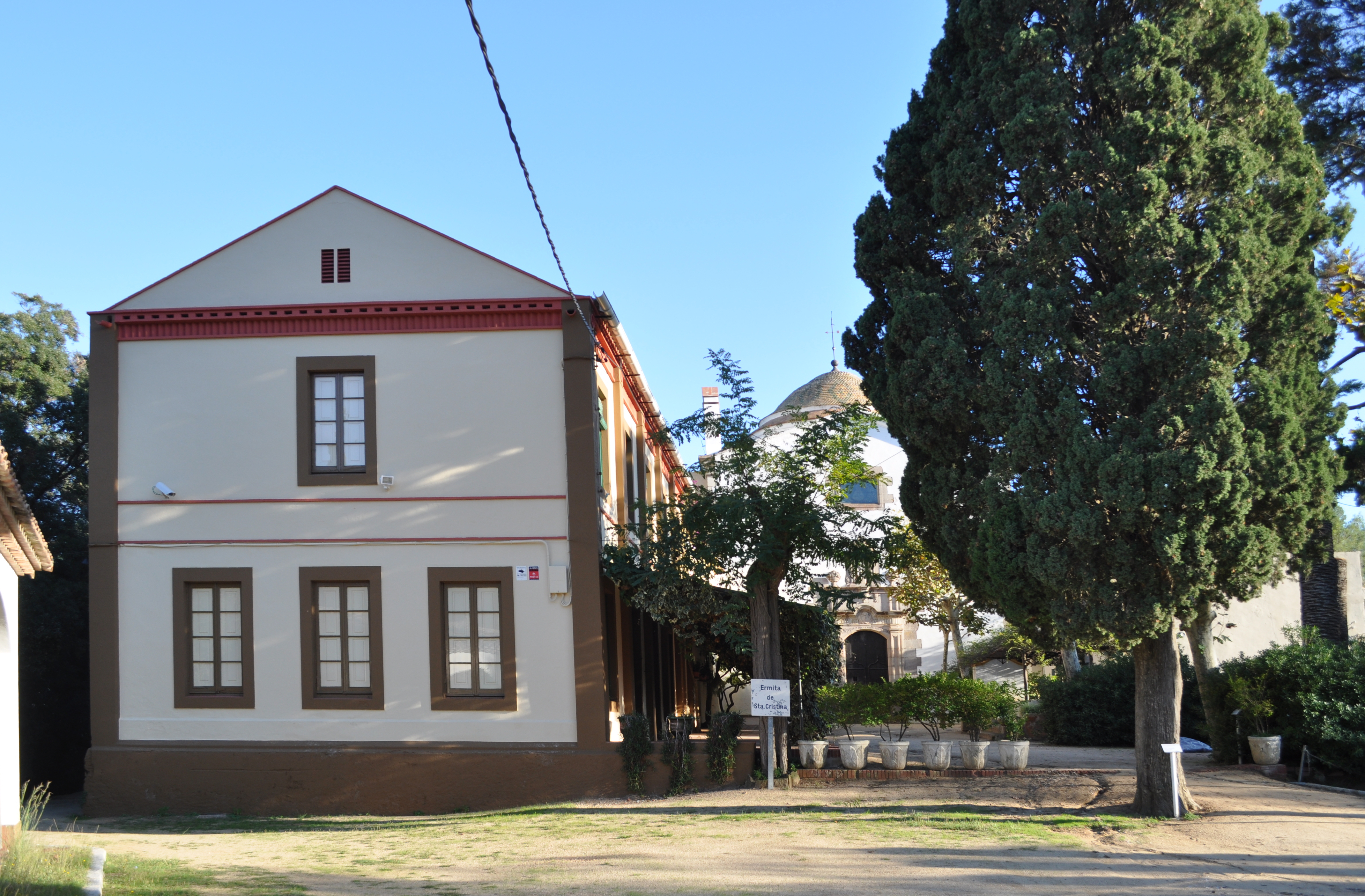
Vorderseite des Seitengebäudes
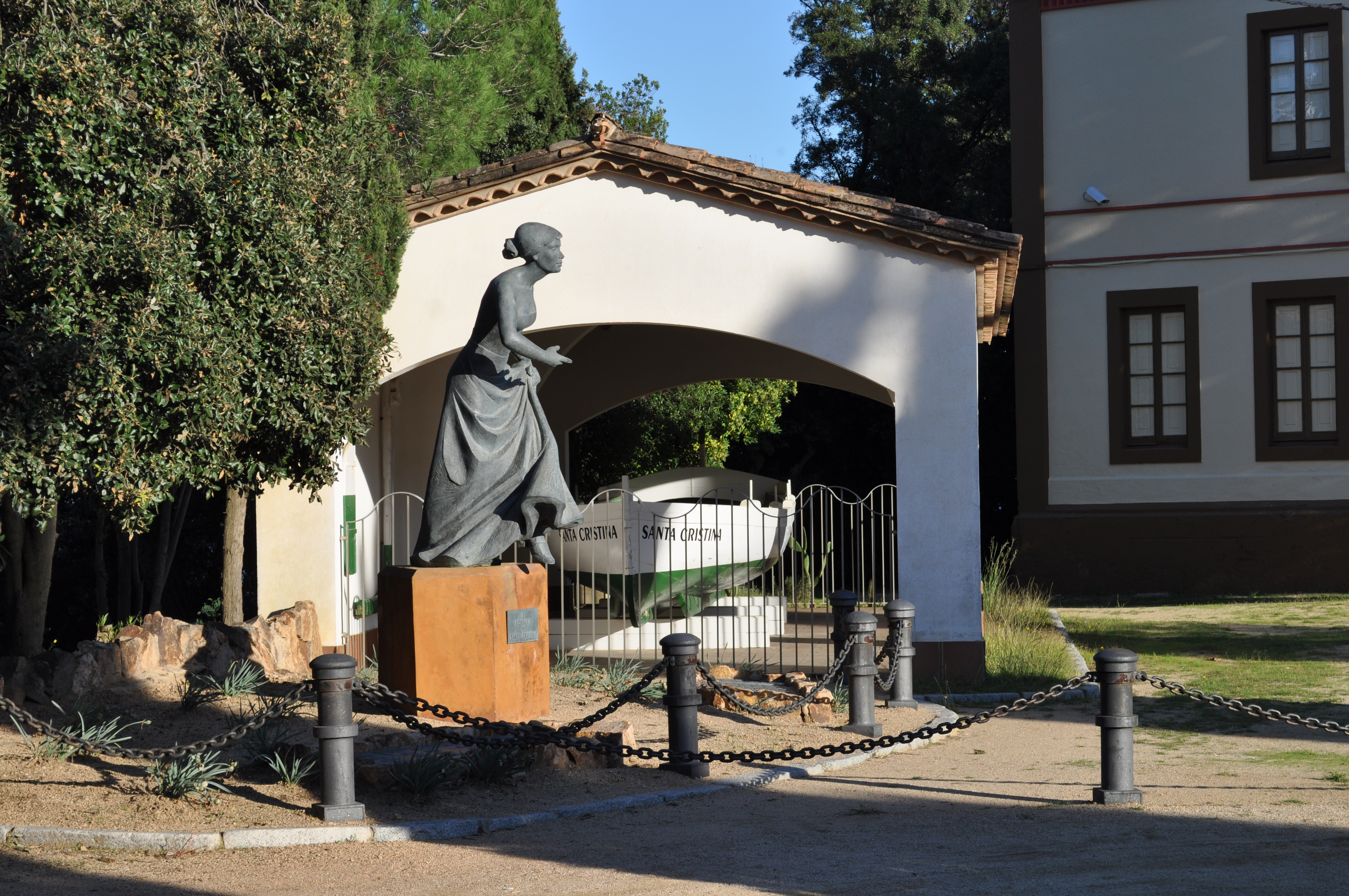
Bootshalle und Denkmal
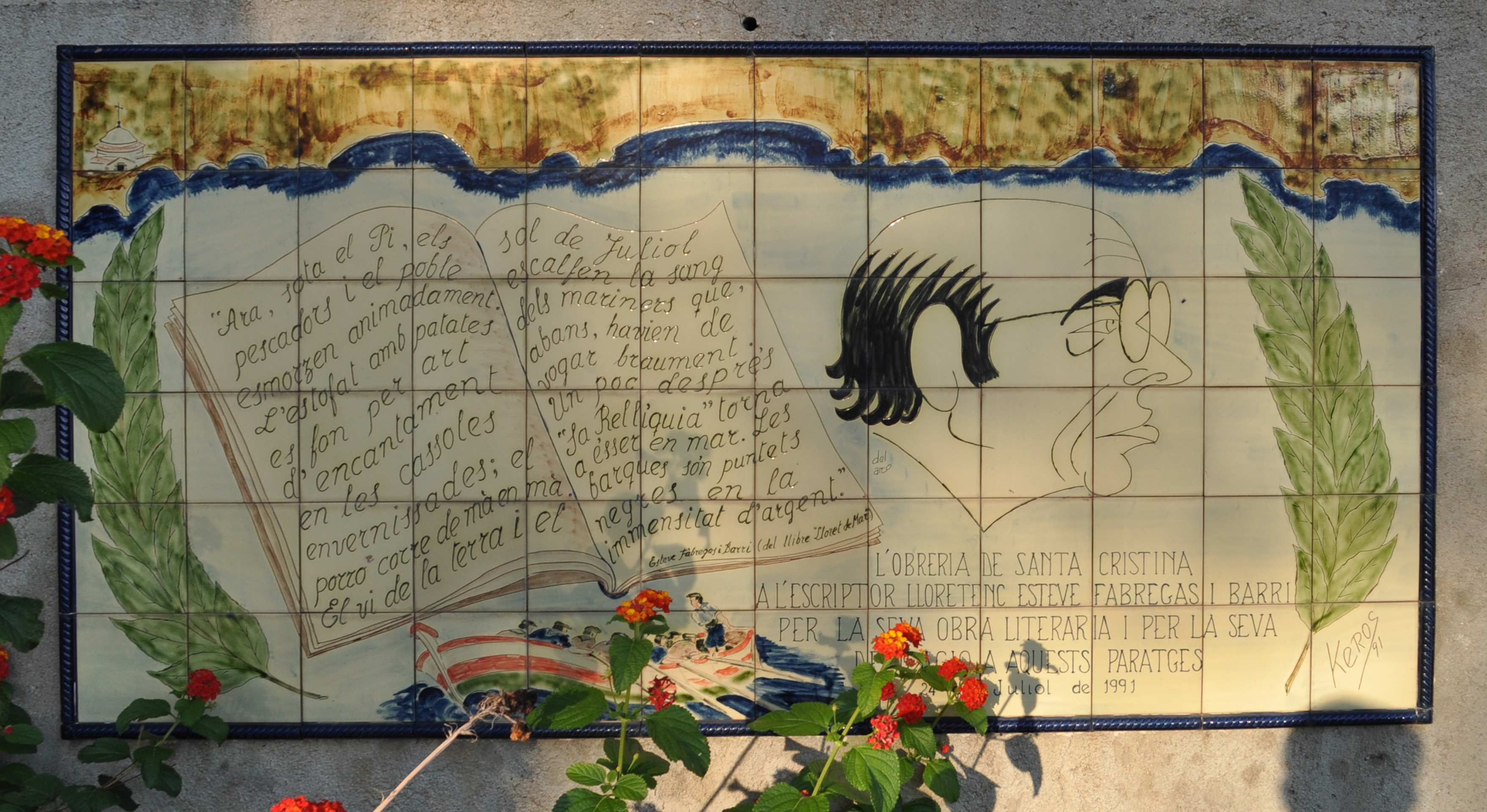
Bild Esteve Fabregas i Barri